# 梅花三弄 (小說)
《梅花三弄》是台灣作家瓊瑶所撰寫的三部小說系列作品，分别为《梅花烙》、《鬼丈夫》、《水云间》，時代背景分別是清朝及清末民初；乃根據怡人傳播製作（製作人是平鑫濤、何琇瓊）的1993年中國電視公司同名八點檔連續劇改編撰寫而成。其中的《鬼丈夫》由於瓊瑤當時過於繁忙，由作家彭樹君根據原劇本和其藍本中篇小說《白狐之禁門》改寫，因此並沒有被歸在《瓊瑤全集》裡面；《水雲間》改編自《六個夢》中的《生命的鞭》。
2019年1月瓊瑤為了重新發行新版《瓊瑤全集》，親自按照電視劇本重寫《鬼丈夫》小說，並增修了一些情節，全書一共二十萬字。正式將《鬼丈夫》列入《瓊瑤全集》中，由春光出版發行。
《梅花三弄》三部曲，因劇情感動人心，獲得觀眾極大迴響及成功，更成功扭转长期让本台及台视两台收视积弱的华视《包青天》终于播出完结篇；琼瑶也因為初次寫作編劇嘗試以清朝為故事背景成功，日後以清宮為背景寫出《新月格格》、《還珠格格》，並帶動台灣言情小說界的清宮故事熱潮。主題曲〈梅花三弄〉由姜育恆主唱。
《梅花三弄》三部曲，在香港由無綫電視翡翠台首播，在台灣由緯來戲劇台重播。

## 鬼丈夫
1993年版的《鬼丈夫》小说由彭树君小姐根据琼瑶编写的剧本代笔完成。2019年瓊瑤為了重新發行《瓊瑤全集》，親自重新改寫《鬼丈夫》，正式編入全集。

## 外部連結
- YouTube上的中視《梅花三弄》之系列片頭